# Au pays du p'tit
 (août 2025).
Motif : Absence de sources autres que le livre lui-même
- Archive Wikiwix
- Bing
- Cairn
- DuckDuckGo
- E. Universalis
- Gallica
- Google
- G. Books
- G. News
- G. Scholar
- Persée
- Qwant
- (zh) Baidu
- (ru) Yandex
- (wd) trouver des œuvres sur Wikidata

| 1. | Préciser le motif de la pose du bandeau. | Précisez le motif de la pose du bandeau en utilisant la syntaxe suivante : {{admissibilité à vérifier\|date=août 2025\|motif=remplacez ce texte par le motif}}                        |
| 2. | Informer les utilisateurs concernés.     | Pensez à avertir le créateur de l'article, par exemple, en insérant le code ci-dessous sur sa page de discussion : {{subst:avertissement admissibilité à vérifier\|Au pays du p'tit}} |

Au pays du p'tit est un roman de Nicolas Fargues, publié en septembre 2015 aux éditions P.O.L..

## Résumé
Romain Ruyssen, 44 ans, universitaire en sciences sociales à l'Université Paris-Nanterre, est l'auteur d'Au pays du p'tit, un essai de sociologie critique de la France contemporaine, dont la méthode d'enquête est douteuse mais qui jouit d'un succès de polémique.
On l'accompagne notamment dans ses conférences et la promotion de son livre, de Moscou à Iowa City en passant par Paris. C'est le désir et la relation qu'il entretient, dans chacune de ces villes, avec certaines femmes, qui constituent l'un des enjeux dramatiques du roman.
Le roman, qui suit le point de vue de Ruyssen, est écrit à la première personne du singulier.

## Personnages
- Romain Ruyssen, le protagoniste.
- Caridad[5], sa compagne à Paris.
- Janka Kučovà, étudiante slovaque[6] qu'il rencontre à Moscou.
- Églantine-Sissi Ntommoh, lectrice à l'Université de Montréal[7] qu'il rencontre à Iowa City.
- Lysette M. Thibodeaux, directrice du département français et italien de l'Université de l'Iowa[8].
- Marc Voinchet et Brice Couturier, lors de sa participation aux Matins de France Culture[9].

## Anecdotes
- Le protagoniste considère Michel Houellebecq comme le seul Français « capable de susciter l'intérêt des lecteurs anglo-saxons cultivés »[10].
- Il considère également que la chanson Can't Get You Out of My Head de Kylie Minogue est « toujours aussi efficace plus de dix ans après sa sortie »[11].
- Le roman contient plusieurs points de vue sur le cinéma français et en particulier ses acteurs[12].
- Il contient aussi des extraits de la chanson Fallait pas de Coco Argentée[13].
- Il fait enfin très brièvement référence à l'arrestation de Dominique Strauss-Kahn en 2011[14].

## Édition
Nicolas Fargues, Au pays du p'tit, Paris, P.O.L, 2015, 232 p. (ISBN 978-2-8180-3727-0, SUDOC 187579342)